# Fanfan der Husar (2003)
Fanfan der Husar (Originaltitel: Fanfan la Tulipe) ist ein französischer Abenteuerfilm von Gérard Krawczyk aus dem Jahr 2003. In den Hauptrollen sind Vincent Perez als Fanfan la Tulipe und Penélope Cruz als Adeline La Franchise besetzt. Fanfan deckt ein gefährliches Komplott auf und hat einige Kämpfe zu überstehen, bis er mit der Frau zusammenkommt, in die er sich ernsthaft verliebt hat.
Der Film stellt eine Neuauflage des Mantel-und-Degen Klassikers gleichen Titels von 1952 dar, in dem Gérard Philipe und Gina Lollobrigida die Hauptfiguren verkörperten. Beide Filme greifen auf Episoden aus Benjamin Rocheforts Geschichten über Fanfan zurück. Im Original trägt das Buch den Titel „Les mille et une folies de Fanfan la tulipe“. Bei Benjamin Rochefort handelt es sich um eines von acht Pseudonymen, unter denen der Schriftsteller José-André Lacour schrieb.

## Handlung
Frankreich im 18. Jahrhundert zur Zeit König Ludwig XV. (1710–1774): Während sich auf dem Schlachtfeld verschiedene Truppen bekämpfen, versuchen die Offiziere der Armee des Königs, diesem zu erklären, was dort vor sich geht, wobei man den Eindruck gewinnt, dass eigentlich niemand so richtig weiß, worum es eigentlich geht. Da die Anzahl gefallener Soldaten groß ist, verlangt der König, dass seine Offiziere dafür sorgen, dass weitere Freiwillige rekrutiert werden.
Zur selben Zeit gerät der Tausendsassa Fanfan la Tulipe in die Situation, dass die Väter der Mädchen, mit denen er sich vergnügt hat, sich zusammentun, um ihm eine Lektion zu erteilen. Für den geschickten Fechter und seinen Körper vollendet beherrschenden Draufgänger ist es jedoch ein Leichtes, sich gegen die Angreifer zur Wehr zu setzen. Am Ende schleppt man ihn aber doch vor den Traualtar. Im letzten Moment gelingt Fanfan doch noch die Flucht, auf der er die junge Zigeunerin Adeline la Franchise kennenlernt. Sie liest ihm aus der Hand und sagt ihm nicht nur ein Leben in Reichtum voraus, sondern auch, dass er die Tochter des Königs heiraten werde. Davor müsse er aber dem Militär beitreten. Das tut er dann auch, ohne zu wissen, dass Adeline von ihrem Adoptivvater, einem Rekrutierungssergeanten, dazu angehalten ist, junge Männer fürs Militär anzuwerben und auch, um den Bauern zu entkommen, die schon wieder hinter ihm her sind.
Auf dem Weg an die Front kreuzen sie eine Kutsche, die gerade von Wegelagerern überfallen wird. Der einzige, der eingreift und den Frauen zu Hilfe eilt, ist Fanfan, der es mit der gesamten Räuberbande aufnimmt einschließlich deren Hauptmann. Kaum ist das siegreich vollbracht, tritt ein Mann mit schwarzer Maske aus dem Wald heraus und kann von Adeline gerade noch daran gehindert werden, auf Fanfan zu schießen. Fanfan reißt ihm die Maske vom Gesicht, was dem Fremden mehr als unangenehm ist. Um sein Leben zu retten, überlässt er Fanfan einen wertvollen Ring. Adeline ist sich sicher, dass der Mann mit der schwarzen Maske den Überfall auf die Kutsche der Frauen zu verantworten hat. Kurz darauf erfahren sie auch, wen Fanfan da gerettet hat, die Marquise de Pompadour, die Mätresse des Königs und dessen Tochter Henriette. Die Marquise hatte sich bei Fanfan bedankt, indem sie ihm ein wertvolles Schmuckstück in Form einer Tulpe schenkte.
Nach den ersten militärischen Übungen hat Fanfan jedoch keine Lust mehr, sich dem militärischen Drill unterzuordnen. Dass es nicht so leicht ist, einfach zu gehen, wird ihm drastisch klargemacht.
Inzwischen ist die Kutsche mit den herrschaftlichen Damen im Schloss angekommen, wo Madame de Pompadour Corsini, den Minister des Königs, wissen lässt, dass die Straßen nicht mehr sicher seien. Scheinheilig bedauert er, denn er ist der Mann mit der schwarzen Maske. Kurz darauf verlässt er schwarz gewandet mit einer Karte, die alle Aufzeichnungen über die Truppenbewegungen der französischen Armee enthält, das Schloss.
Fanfan indes, der wieder einmal entkommen konnte, will Prinzessin Henriette, von der er glaubt, dass sie ihm vorbestimmt ist, einen Besuch abstatten. Ihre Reaktion ist jedoch eine völlig andere, als von ihm erwartet. Durch ihr Geschrei weckt sie die Wachen auf, die Fanfan in den Kerker werfen. Der König will ihn aufhängen lassen. Als Adeline davon erfährt, eilt sie zu ihm und gesteht ihm ihre Liebe. Erstmals fühlt auch Fanfan, dass es etwas gibt, was über eine schnelle Liebelei hinausgeht. Im Schloss, wo Adeline beim König um Gnade für Fanfan bitten will, trifft sie auf Madame de Pompadour, die ihr helfen möchte. Sie führt Adeline ausgerechnet zu Corsini, der darüber zu entscheiden hat, wer zum König vorgelassen wird. Sozusagen in letzter Sekunde erscheint Fanfan, der sich abermals befreien konnte, um Adeline beizustehen und dem König zu beweisen, dass Corsini, sein Vertrauter, der Mann mit der schwarzen Maske und somit ein Verräter ist. In die Enge getrieben, gibt dieser das auch zu, schnappt sich jedoch Adeline, hält ihr ein Messer an die Kehle und erzwingt seine Flucht, Adeline als Schutzschild vor sich hertreibend. Natürlich folgt Fanfan den beiden. In einer festungsmäßig ausgebauten Anlage wird klar, dass Corsini mit dem österreichischen Feind paktiert. Nach einigen Turbulenzen und gefährlichen Situationen ist ein Sieg Fanfans über Corsini unausweichlich. Das weiße Hemd des Abenteurers, das versehentlich gehisst wurde, bewerkstelligt zudem das Wunder, dass es nicht zu einer blutigen Auseinandersetzung zwischen Franzosen und Österreichern kommt, da eine weiße Flagge die Kapitulation der Österreicher anzeigt.
Fanfan tritt mit Adeline vor den König, der ihn einen Freund nennt, der von nun ab seinem Hause angehöre, und bietet ihm Titel, Schloss, Unterhalt und weitere Annehmlichkeiten an. Fanfan bedankt sich, dass es schon zu viel der Ehre sei, dass der König ihn einen Freund genannt habe. Er glaube jedoch, dass ein Mann selbst der Schmied seines Glückes sein müsse. Sein Glück sei es, diese Frau an seiner Seite zu heiraten. Adeline sei zwar nicht die Tochter eines Königs, aber sie sei seine Königin. Sie werde über drei Morgen Land herrschen, über sein Herz und über ein paar Kinder, so Gott wolle. Für Fanfan und Adeline beginnt eine glückliche Zukunft, zu der auch viele Kinder gehören.

## Produktion, Veröffentlichung

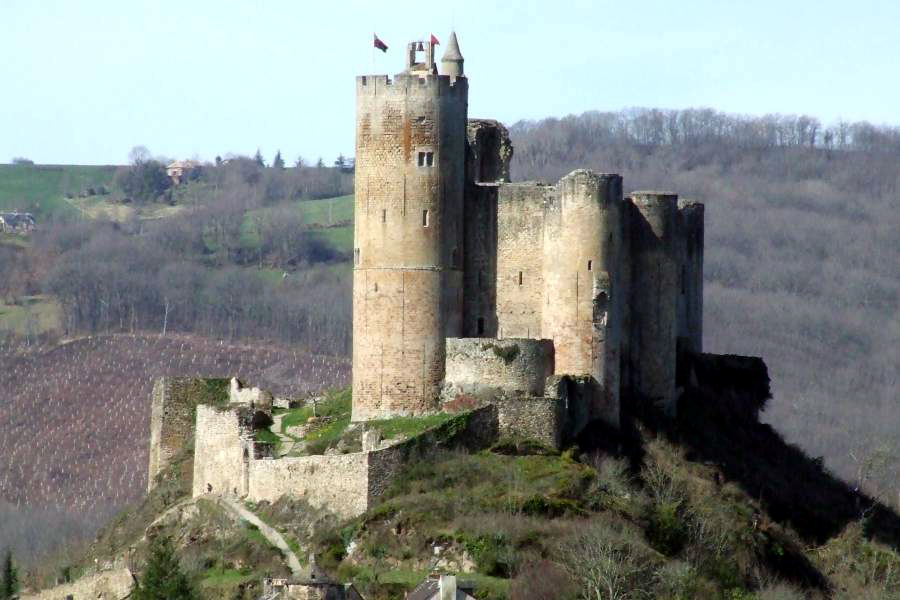
Burg Najac, einer der Drehorte des Films

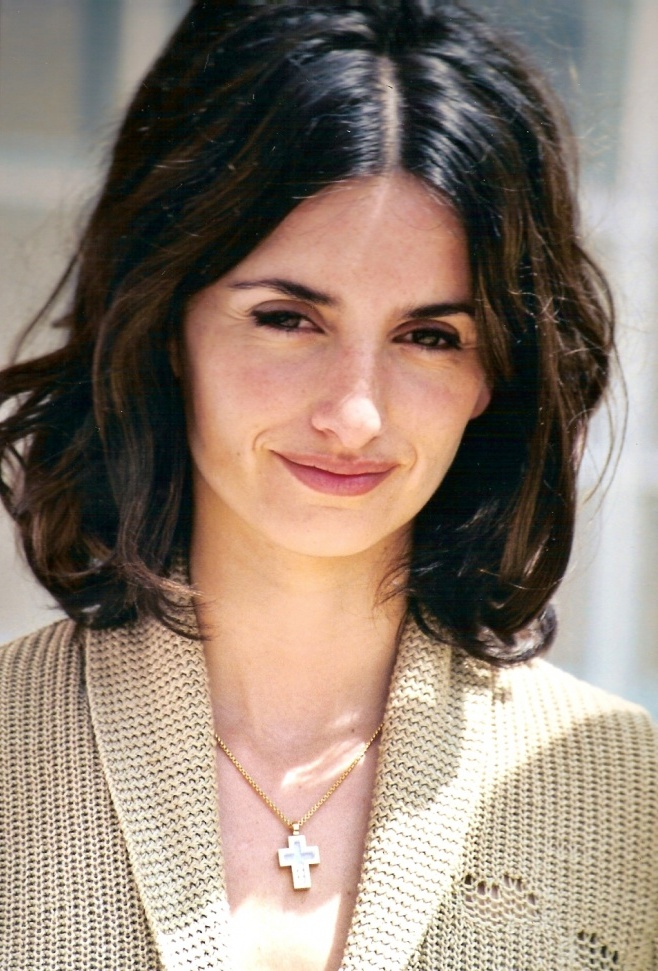
Penélope Cruz bei der Vorstellung des Films in Cannes

Der Film wurde in den Studios Eclair in Épinay-sur-Seine im Département Seine-Saint-Denis, in Monpazier im Département Dordogne, in Nucourt sowie in den französischen Burgen und Schlössern de Villette in Condécourt, Département Val-d’Oise, Les Bourines in Bertholene, Département Aveyron, Burg Najac in Najac, Département Aveyron und Le Plessis-Bourré in Écuillé, im Département Maine-et-Loire gedreht. Die Produktionskosten betrugen schätzungsweise 21,7 Millionen Euro.
Am 14. Mai 2003 eröffneten die Internationalen Filmfestspiele von Cannes ihre Festivitäten mit der Verfilmung. Im selben Jahr startete er auch in folgenden Ländern: Belgien, Russland, Georgien, Ungarn, Litauen, Kasachstan, Estland, Tschechische Republik, Dänemark (auf dem Copenhagen International Film Festival), in der Türkei, in den Niederlanden, in Griechenland und Italien. Im Jahr 2004 wurde er in weiteren Ländern vermarktet: Portugal, Bahrain, Bulgarien, Spanien, Polen, Thailand, Japan (Tokio) und in Südkorea. In Schweden hatte er 2011 DVD-Premiere. Vermarktet wurde er außerdem im Vereinigten Königreich und in den USA. Der internationale Titel lautet Fanfan.
In Deutschland kam der Film nicht ins Kino. Am 17. Mai 2004 wurde er mit einer deutschen Tonspur auf DVD veröffentlicht, Anbieter: Universum Film GmbH.

## Hintergrund
König Ludwig XV., erst vom Volk als „der Vielgeliebte“ gepriesen und später „der Ungeliebte“ genannt, war von 1715 bis 1774 König von Frankreich und Navarra. Tatsächlich war er mit der Marquise de Pompadour liiert. Man hat ihm oft den Vorwurf gemacht, für die Missstände verantwortlich zu sein, die unter seinem Enkel Ludwig XVI. zur Französischen Revolution führten. Unter seine Regentschaft fiel der Siebenjährige Krieg (1756–1763), an dem mit Preußen und Großbritannien/Kurhannover auf der einen und der kaiserlichen österreichischen Habsburgermonarchie, Frankreich und Russland sowie dem Heiligen Römischen Reich auf der anderen Seite alle europäischen Großmächte beteiligt waren.

## Kritik
Kirk Honeycutt schrieb in der Zeitschrift The Hollywood Reporter vom 15. Mai 2003, der Film möchte eine charmante Satire sein, aber könne die richtigen Rhythmen der Gags nicht finden. Er wandere „erbärmlich“ durch routinierte Actionszenen und biete niemals Witz oder Romantik. Die „zahmen“ Kampfszenen würden weder Spannung noch Komik erzeugen. Die Drehorte in den alten Schlössern und die Kostüme seien wirkungsvoll.
Das Lexikon des internationalen Films schrieb, der Film sei eine „geradlinige, aber höchst konventionelle Abenteuerunterhaltung“. Er sei ein „aufwändiges Remake des französischen Mantel-und-Degen-Klassikers“ Fanfan, der Husar, welches „dessen Leichtigkeit und Eleganz“ nie erreiche.
Für Kino.de war die Verfilmung eine „zeitgenössisch aufgepeppte, klassische Mantel- & Degen-Legende, [… die] als Eröffnungsfilm des 56. Festivals von Cannes eine heitere beschwingte Note setzen“ sollte, „aber mit triumphalen Festivalanfängen“ vergangener Jahre „nicht mithalten“ konnte. Der neue ‚Fanfan‘ sei „nette Unterhaltung aus einem Genre, das man in Frankreich nach wie vor schätz[e], wo es wegen der vielen gallischen Anspielungen im Dialog auch besser funktionier[e]“. Verwiesen wurde auf das Original „mit dem unvergessenen Gérard Philipe und der rassigen Gina Lollobrigida“, das durch Charme bestochen habe, der dem Remake fehle. […] Als Genrefilm sei ‚Fanfan‘ „immer hübsch anzusehen, im Ton naiv, gelegentlich witzig, selten mitreißend“.
Cinema stellte fest, dass sich mit Produzent Luc Besson und Regisseur Gérard Krawczyk  gleich zwei Actionsspezialisten an das Remake des eleganten Klassikers von 1951 herangewagt hätten, und konstatierte dem Film: „Mit verschärftem Tempo und einer Prise Erotik ist diese Action echt vergnüglich“, schränkte dann aber ein „statt degenspitzer Ironie gibt es leider nur Klamauk.“ Fazit: „Amüsant, aber nicht so elegant wie das Original.“

## Auszeichnungen
- Penélope Cruz wurde im Jahr 2003 in den Kategorie „Beste europäische Schauspielerin“ für den Europäischen Filmpreis, den Audience Award, nominiert, ebenso wie
- Vincent Perez, der diese Nominierung in der Kategorie „Bester europäischer Schauspieler“ erhielt.

## Weitere Verfilmungen
Die Geschichte um Fanfan wurde im Laufe der Filmgeschichte mehrfach verfilmt:
- 1907: Fanfan la Tulipe, Stummfilm von Alice Guy, Kurzfilm der Gaumont Filmgesellschaft
- 1909: Fanfan la Tulipe, Schwarzweiß-Kurzfilm der Lux Compagnie Cinématographique
- 1925: Fanfan la Tulipe, von René Leprince mit Aimé Simon Girard als Titelheld und Simone Vaudry als Perrette
- 1952: Fanfan, der Husar (Fanfan la tulipe) mit Gérard Philipe als Fanfan und Gina Lollobrigida als Adeline